# Hegyi juhar
A hegyi juhar (Acer pseudoplatanus) a szappanfavirágúak (Sapindales) rendjébe és a szappanfafélék (Sapindaceae) családjába tartozó faj.

## Előfordulása, élőhelye

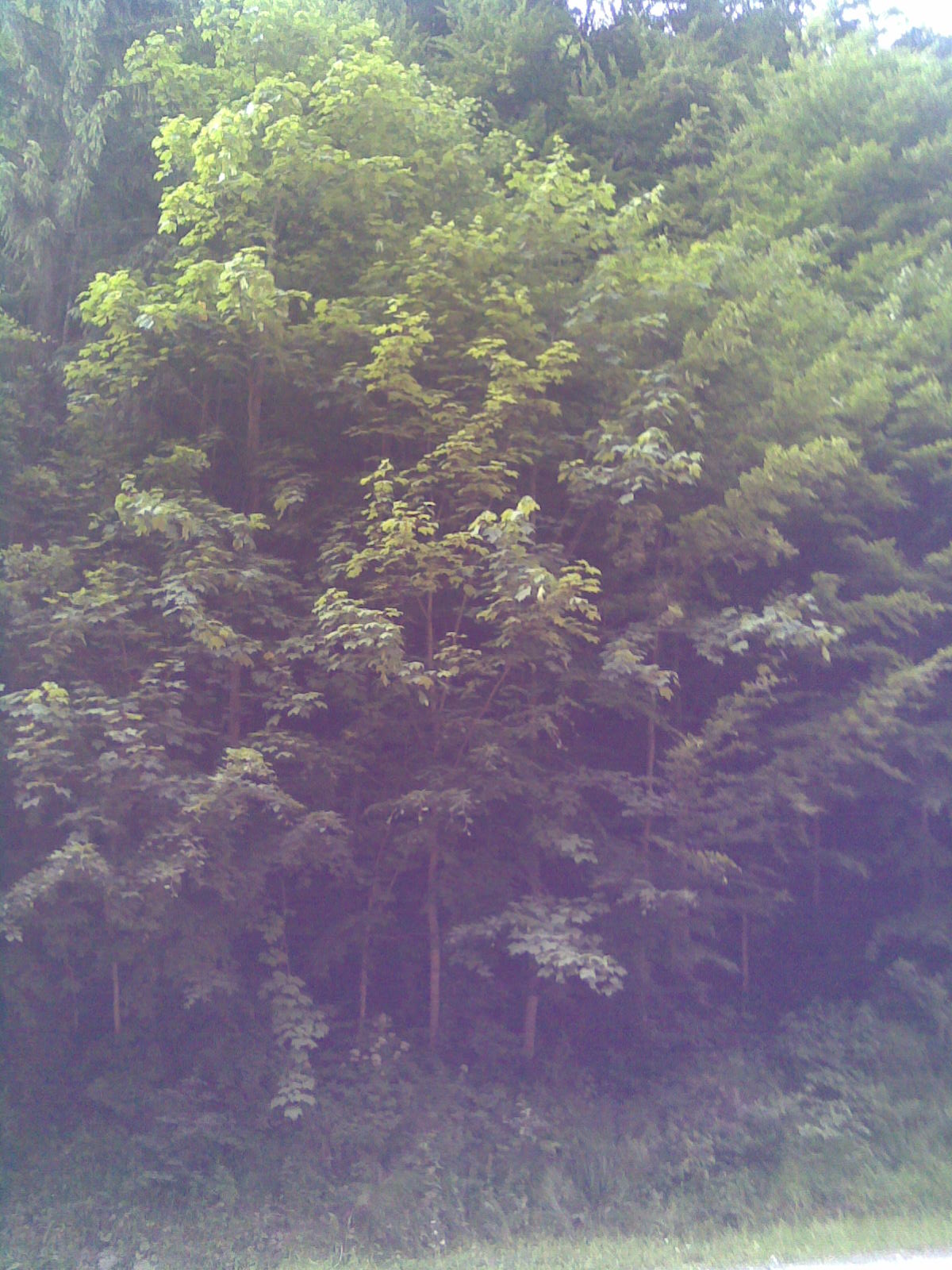
Hegyi juhar a Páring-hegységben

A hegyi juhar a jegenyefenyőhöz és a bükkhöz hasonlóan közép-európai flóraelem. Elterjedésének nyugati és északi határát az évszázados mesterséges telepítés már elmosta. Belgiumtól és Közép-Portugáliától a Déli-Kárpátokig, illetve a Fekete-tenger nyugati partvidékéig húzódik. Egy nagyobb diszjunkciója a Nyugat-Kaukázusban van. Elterjedésének északi határa a Harz hegységen, a Középnémet-dombvidéken és Lengyelország déli részén át a Podóliai-hátságig, déli határa Thesszáliáig, Calabriáig, Észak-Szicíliáig és Közép-Spanyolországig húzódik. Nyugat-Franciaországban és a Brit-szigeteken szubspontán előfordulású. Középhegységi fafaj, nagyobb síkságokon nem él. Hazánkban az ország nyugati részén, és a középhegységekben fordul elő. Eredeti termőhelyén kívül sok helyen telepítik.
Az alábbi erdőtársulásokban jellemző:
- juhar-kőris szurdokerdők,
- hársas törmeléklejtő-erdők,
- magashegységi bükkösök,
- gyertyános–tölgyesek.

Tenyészeti feltételei a bükkéhez állnak közel, óceáni légtömegek által befolyásolt, magas relatív páratartalmú, hűvös, montán klímát igényel. A szubmontán régióban az északi, északnyugati oldalakat és a völgyek alját részesíti előnyben. Közepes hőigényű, az éghajlati szélsőségeket kerüli. Mezofil jellegű fafaj, a magas légnedvesség és az egyenletes csapadékeloszlás meghatározó ökológiai tényező a hegyi juhar életében. A tartós elárasztást nem viseli el. A talajjal szemben nagyon igényes, tápanyagokban gazdag, üde vagy mérsékelten neves, de jól szellőzött talajt kíván. Inkább mészkedvelő. Optimális fejlődéséhez megkívánja a feltalaj magas humusztartalmát. Megél a sekélyebb, sziklás, törmelékes talajokon is. A hegyi juhar félárnyéktűrő fafaj. Fiatal korában eltűri az erős árnyékolást.

## Megjelenése

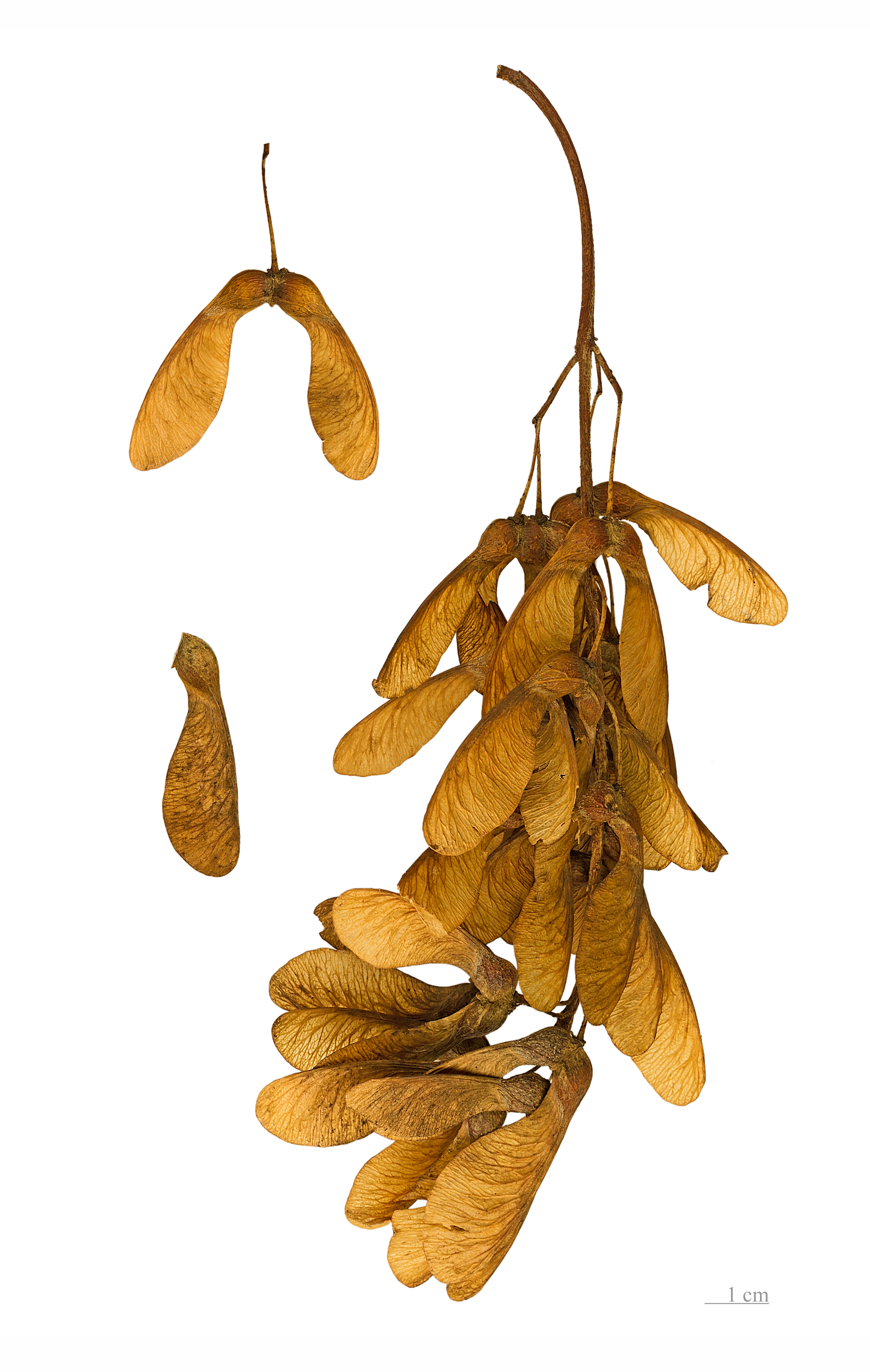
Hegyi juhar termése

### Alak, termet
Mintegy 30 m magasságig növő fa, mely állományban egyenes, hengeres jól feltisztuló törzset nevel. Koronája sudaras felépítésű, zárt állásban rendszerint sátorozó. A szabad állásban nőtt fák törzse alacsonyan ágas, zömök, kevésbé kedvező alakú, a korona erős ágakból áll, széles, tojásdad, vagy boltozatos. Törzse és ágai is gyakran villás elágazásúak, az idősebb fák hajtásrendszerében sok a rövidhajtás, ezért a korona sűrű.

### Kéreg
Hosszú ideig sima, szürkésbarna, a vastagabb héjkéreg csak a termőkorban lévő fáknál alakul ki. A szabálytalan alakú, leálló, lapos kéregcserepek világos, sárgásszürke foltokat hagynak vissza, amelyek később fokozatosan megszürkülnek.

### Gyökérzet
Kezdetben erős karógyökér, később szívgyökérzetté alakul, majd számos vastag, vízszintes és ferde irányú oldalgyökeret fejleszt, amelyek erősen elágazó, kompakt gyökérrendszert képeznek.

### Hajtások
Kezdetben zöldesbarnák, kopaszak, világosszürke, hosszúkás lenticellákkal. Rövidhajtásai több évig élők, rügypikkelyripacsoktól gyűrűzöttek.

### Rügyek
Nagyok, tojásdadok, a csúcsrügy tompán négyoldalú, a rügypikkelyek sárgászöldek, szélük és csúcsuk barnásfekete, élük gyakran pillás. A levélripacs széles, patkó alakú, a levélripacspárok végei nem érintkeznek.

### Levelek
Nagyok, szíves vállúak, 8–16 cm átmérőjűek, 5 karéjúak.  A karéjok széles alapúak, hegyesek, egyenlőtlenül, tompán fűrészes szélűek, a karéjok közti bemetszések zártak, hegyesszögűek. A lemez felül sötétzöld, kopasz, bemélyedő erezettel, fonáka világosszürkés zöld, csak az ereken és az érzugokban szőrös. A levélnyél hosszú, merev, gyakran pirosló.

### Virág
Sárgászöldek, a két  vagy többéves rövidhajtásokon 6–15 cm hosszú, szőrös tengelyű, megnyúlt, csüngő, összetett fürtökben nyílnak. A csésze- és sziromlevelek nyúlánkak, gyéren pillásak, teljes virágzáskor is többé kevésbé zártak. A magház molyhos. Virágai poligámok, a fürt virágainak kb. 2/3-a porzós virág, csak a részvirágzatok belső virágai termősek. A fürt a levelekkel együtt jelenik meg, a virágok azonban akkor nyílnak, amikor a levelek már kifejlődtek. A rovarbeporzás mellett a szélbeporzás is jelentős.

### Termés
Csüngő, nyúlánk termésalakzatokban fejlődnek, viszonylag nagyok, 3–5 cm hosszúak. A magházak borsó nagyságúak, gömbölyűek. A szárny alapja elkeskenyedő, felülete durván erezett., a terméspárok szárnyai hegyesszöget zárnak be. A maghéjat belül fehér, nemezes szőrréteg borítja. Október elején érik, éréskor sárgásbarna színű, ősszel és tél elején hullik.

## Növekedése és életciklusa

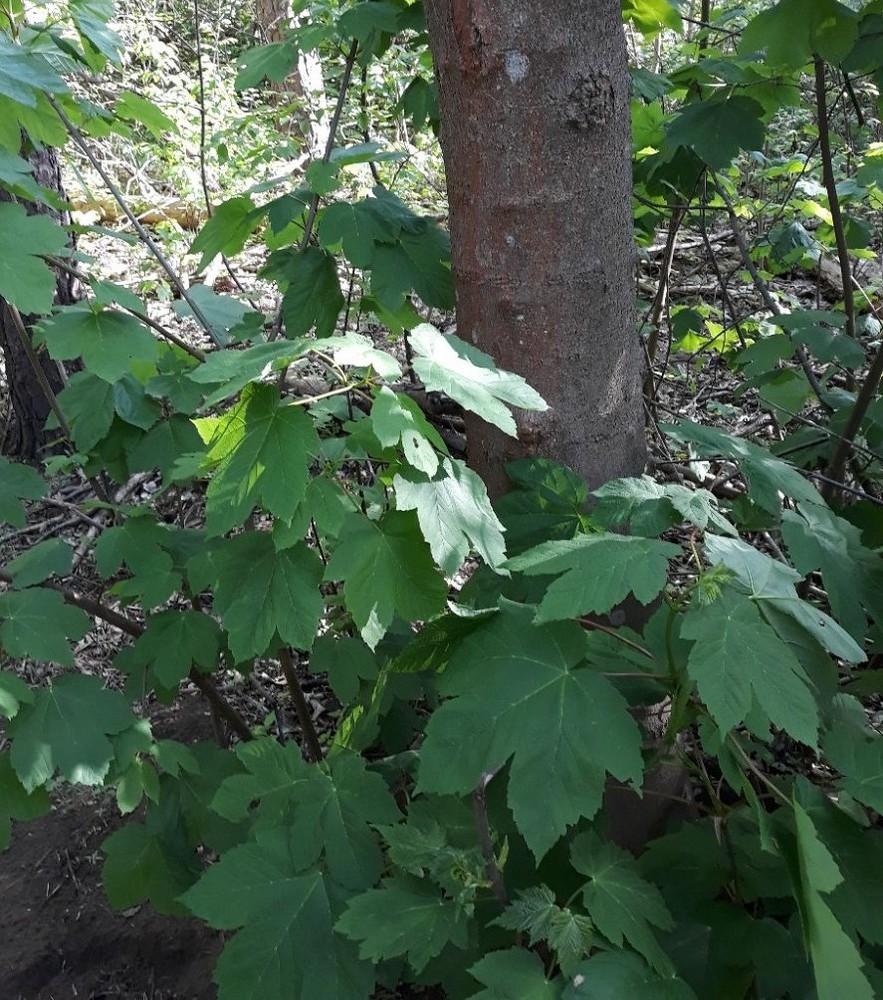
Hegyi juhar törzse, tősarjak és levelek

A korai juharhoz hasonlóan erőteljes fiatalkori növekedés jellemzi. Az egyéves magoncok 10–15 cm magasságot érnek el.  Mérsékelt ágképzés mellett már 3-4 éves korban megkezdi erőteljes magassági növekedését. Ebben a fejlődési fázisban hajlamos az ismételt hajtásképzésre, és az évi magassági növekedése a 140 cm-t is elérheti. Az erőteljes hajtásfejlődés a törzsképzésnek kedvez. Az intenzív növekedési szakasz a termőhelytől és a fényviszonyoktól függően 20-30 éves korig is eltarthat. A végleges korona kialakítása után magassági növekedése erősen csökken, de csak 70 éves kora körül zárul le. Vastagsági növekedése kb. 10 éves kortól egyenletes, mérsékelt záródás mellett 3–4 mm-es évgyűrűk képződnek, így 50 éves korban elérheti a 40–45 cm-es mellmagassági átmérőt. Igen kedvező termőhelyen 35 m magasságú és 80 cm-es átmérőjű törzsek is előfordulnak. 
Viszonylag hosszú életű fa, életkorának felső határa 300 év körül van, azonban állományban a 120 éven felüli példányok ritkák. Termőképességét 25-40 éves korában éri el, de sarjeredetű egyedei gyakran 15 éves korukban is teremnek. Magja néhány hetes nyugalmi idő után csírázóképes; az ősszel lehullott mag tavasszal csírázik. A súlyos termés nem repül messzire, az anyafák körzetéken, azok magasságától függően 50–90 m-es körön belül ér földet.
Sarjadzóképessége mérsékelt, rendszerint csak tősarjakat hoz. A kéregsérüléseket lassan növi be.

## Erdőgazdasági jelentősége
Az ún. „nemeslomb” elegyfajok közül az egyik legértékesebb a hegyi juhar. Elegyes állományokban fiatal korban, kezdeti gyors növekedésével veszélyezteti a főfafajok létét, ezért a tisztítások során vissza kell szorítani. Jó mézelő, több kultúrváltozatát utca- és parkfásításra használják.
Faanyaga kiváló minőségű, nehéz (térfogati sűrűség: 0,63 g/cm³), kemény (keménységi szám: 62 N/mm²), rugalmas (rugalmassági modulus: 9400 N/mm²). Bútor- és furnérgyártásra használják, alkalmazható a magasépítésben is. A játék- és hangszerkészítés egyik legfontosabb alapanyaga.